# 聖葉理諾堂
聖葉理諾堂（英語：St. Jerome's Church）是一座香港天主教教堂，由天主教香港教區管理。位於新界天水圍天美街6號，建立於2002年10月6日。現任主任司鐸為天主教香港教區李志源神父。

## 堂區服務範圍
聖葉理諾堂區服務的範圍有，包括天水圍的天耀邨、天逸邨、天恩邨、天澤邨、天恆邨、天晴邨、天慈邨、天瑞邨、天華邨和天悅邨，還有藍地、丹桂村、廈村、屏山和洪水橋等等。
除了聖葉理諾堂外，堂區另設天主教崇德英文書院彌撒中心。

## 堂區歷史
1993年初，由於天水圍人口劇增，教區發展天水圍的牧民工作，高培理神父借用天主教培聖中學重置校舍，設立聖葉理諾彌撒中心，附屬於玫瑰堂區。1993年10月3日，陳志明副主教主持第一次主保瞻禮慶典。1995年10月1日，聖葉理諾彌撒中心升格為堂區。1998年6月，政府批出建新聖堂用地，新聖堂動工興建。2001年9月，胡振中樞機委任林榮鈞神父為助理主任司鐸。2002年3月31日，復活節感恩祭高神父離任，由林神父接替為主任司鐸。2002年10月6日，新聖堂正式啟用，由陳日君主教舉行獻堂禮。

## 建築風格

### 以聖經為主題
因聖葉理諾是聖經聖師及本堂主保，所以，室內設計師余蕙瑛修女利用聖經作為本聖堂設計要表達的主題，以聖經環繞整個聖堂，從創世紀述說到默示錄。聖堂的右邊要展示的是舊約，前面正中央祭壇是福音，左面是默示錄，再由入口大門聖洗池至祭壇，令進入這聖堂的人環視一週，就能體驗到整本的聖經。

### 彩繪玻璃畫
從聖堂右邊的窗戶開始，第一至第六幅彩繪玻璃畫，是舊約創世紀，主在六天內完全了創造宇宙的工程。最右面的第一幅是第一天，而第六幅則是第六天。到第七天，主造物的工程已完成，就在第七天休息。在第五幅裡，天上有一彩虹，是借用這個位置，道出主與人類所立的第一個盟約。在聖堂中央是描述新約的奧蹟，有第七至第十幅彩繪玻璃畫、聖體櫃、祭台及讀經台。在第七幅裡繪有一個空盒子，盒子被放在山洞裡，山洞上有一棵樹，樹上有一串彩虹。那個空盒子就是耶穌降生的馬槽。在馬槽和樹上有彩虹，是要表達出主對舊約以色列民族所許的諾言，現今在新約中實現。
在第八幅裡，降生奧蹟中的馬槽是空的，表示出耶穌已經不止二千年前降生了，而且每當在祭台上有聖祭的舉行，在讀經台上有福音的誦讀，都是基督的再降臨。
在第九及第十幅，繪有鴿子、光和風、還有十三朵火舌，代表著聖母瑪利亞及十二位宗徒在耶穌升天後，聖神降臨於門徒們身上，這景象形成了整個祭台的背景。第七至第十幅彩繪玻璃畫，表達出新約的奧蹟，從天使向瑪利亞報喜，直述到聖神降臨。

### 祭台、讀經台及聖體櫃
祭台、讀經台及聖體櫃的背景，都以一塊完整的大石頭雕鑿而成，表達出基督的完美無缺，所信仰的主只有一個，只有一個基督的祭獻，只有同一張餐桌，同一的救恩。祭台刻有十字架，因為基督自己就是祭台，又是司祭又是祭品。讀經台的雕刻也是基督的名號(希臘文)，表示在讀經台上所宣示的是基督的真理，是生命之言。聖體櫃是金屬的十字架，藏在石雕的麥捆中，表示基督就是麥子，是生命之糧。從聖體櫃下、祭台下和讀經台下的地板都有流水紋，將三者串連在一起，因為它們三者同出一處：「聖言成了血肉，寄居在我們中間」(若1:14)。在祭台後的復活基督像，顯示著主藉基督的死亡和復活，重新創造了世界，立了新的盟約，使凡信仰祂的人得到新生命。

### 聖洗池、紀念台及聖母像
從聖洗池中流出來的水，以大理石的圖案表達，充滿了整個聖堂的地上，是取用厄則克耳先知書中所說的景象(則47:1-12)。從水中生出一棵大樹，由聖堂入口，經過整條通道，直至祭台，直到復活基督的十字架下，喻意我們人生所走的道路，是一條藉著基督，而又通往基督的道路。
聖堂右邊背的盡頭，有亡者的紀念台，也有一棵樹，綠蔭之下棲息著很多靈魂，正在期待著末世永恆的安息。這棵樹上結有果子，象徵著那些在生時結出相稱善果的人，都會得到主的賞報。(路8:4-15)。
聖堂左面是聖母像，表達出聖經的最後一部書：默示錄。這幅聖母像是要表達默示錄的公審判和新天新地(默20:11〜21:4)。

### 聖經的象徵
凡進入這聖堂的人，當看到各種圖案，都能體驗到舊約、新約福音和默示錄裡所採用的各種象徵，代表著主，要啟示的各種奧秘。設計師還取用這聖堂位於天水圍，而利用天水圍這個美麗的名字作靈感，表達天空和水流，使信友更有本地化的親切感。舊約所預許的救恩，基督在新約所體現的天國，默示錄所預示的未來。

## 堂區主保

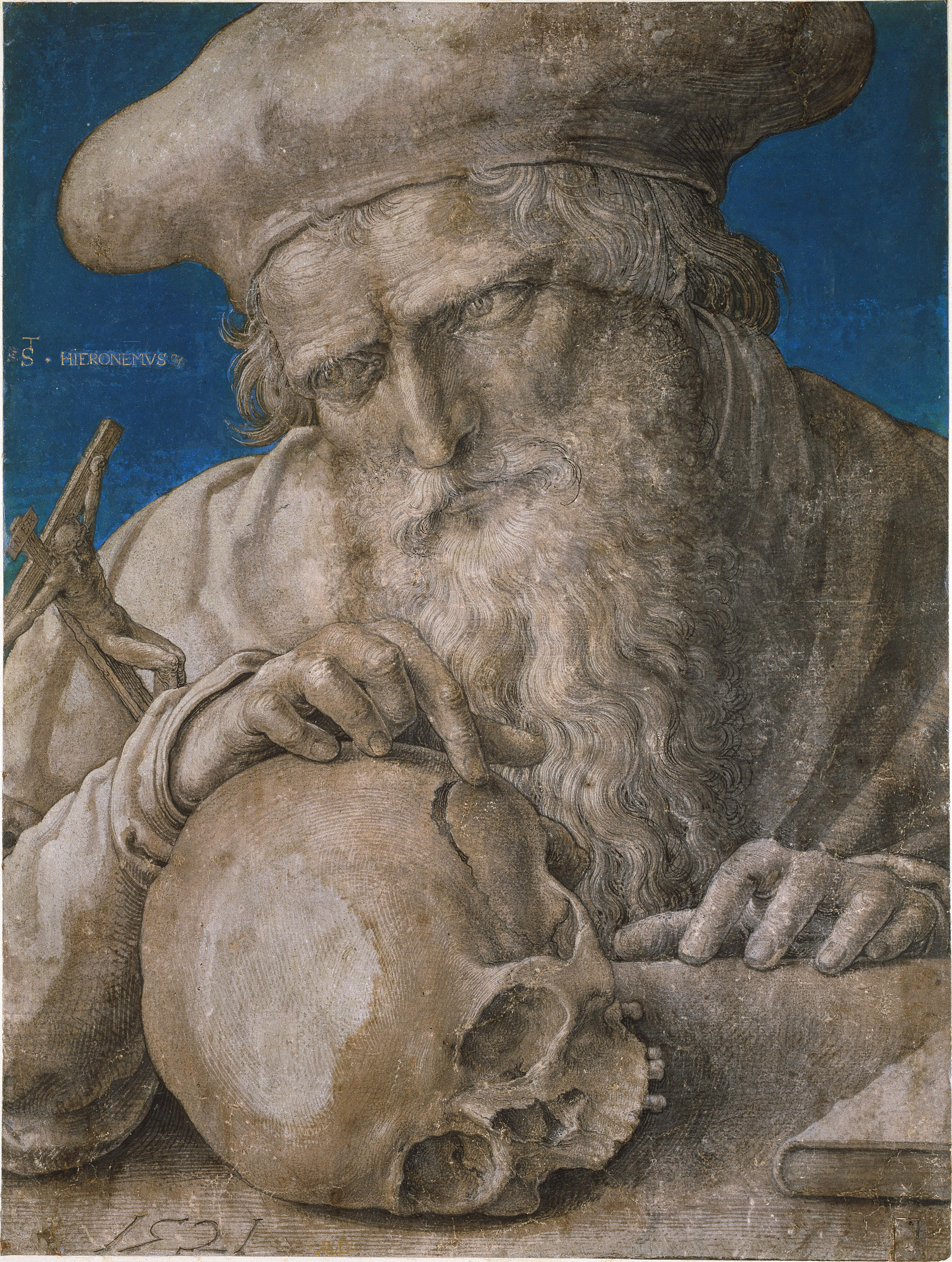
聖葉理諾

聖葉理諾（英語：St. Jerome's）被稱為「卓絕的聖師」，是天主教會的一位大宗師，「專為講解聖經」。拉丁文的聖經「通行本」便出自他之手。聖葉理諾於公元340年出生在斯提頓，即今南斯拉夫境內。他年幼時，便對當時的各種學問發生極大興趣。他酷愛希臘及拉丁文學，這兩種語言的書籍無一不讀。他具有詮解與闡述的卓絕天才，獲得古新經原文的正確意義，而後由原文譯為拉丁文。聖葉理諾曾任教宗的秘書，以三十年時間跟進聖經拉丁文版本的翻譯工作，這版本名為《拉丁通行本》。

## 彌撒及禮儀時間
- 主日彌撒：09:30、11:00（粵語）
- 08:00（英語）
- 崇德彌撒中心 （新界元朗洪水橋洪德路1號）︰09:00（粵語）
- 星期六提前主日彌撒：18:00（粵語）
- 平日彌撒：07:15（粵語）

## 外部連結
- 聖葉理諾堂網站 （页面存档备份，存于）
- 聖葉理諾堂Facebook專頁 （页面存档备份，存于）

1. ↑  . 公教報. 2021-06-27  [2021-07-06]. （原始内容存档于2021-07-18）.